# Arthrocereus
Arthrocereus es un género de plantas suculentas perteneciente a la familia Cactaceae. Contiene 4 especies aceptadas y son endémicas de Brasil.

## Descripción
Las especies de este género son relativamente pequeñas, parecidas a arbustos, de crecimiento erguido o longitudinal, y pueden estar ramificadas o no. Los tallos son cilíndricos y articulados, y tienen de 10 a 18 costillas estrechas sobre las que se asientan pequeñas areolas con muchas espinas finas.
Las flores son alargadas, en forma de campana y de amplia apertura. Aparecen cerca de la parte superior del tallo y se abren por la noche. La copa floral y el tubo floral están cubiertos de lana, (espinas parecidas a pelos) y algunas escamas puntiagudas.
Los frutos son desde esféricos hasta con forma de pera, de color verde y con la pulpa blanca. Tienen paredes delgadas, no se desgarran y tienen escamas y espinas parecidas a pelos. Las semillas tienen forma oblicua de huevo y son de color negro.

## Distribución
El área de distribución nativa de este género es Brasil, concretamente entre el oeste y sureste de Brasil.

## Taxonomía
El género fue descrito por el botánico alemán Alwin Berger y publicado por primera vez en el libro  Kakteen: 337 en 1929.

Etimología
Arthrocereus: nombre genérico que deriva de las palabras griegas arthro (que significa 'articulación' o 'junta'), y cereus (que se traduce como 'vela' o 'cirio'). Así que, en conjunto, Arthrocereus puede traducirse como "vela articulada", haciendo referencia a la forma de tubo alargado en que crecen las especies de este género, con segmentos que se asemejan a articulaciones.

## Usos
Este género es muy adecuado para el cultivo, pues  sus miembros son relativamente pequeños, crecen rápidamente y producen flores muy vistosas. Sin embargo, es bastante poco común en las colecciones.

## Especies aceptadas
Actualmente, el género Arthrocereus consta de 4 especies aceptadas según la Plants of the World Online (POWO):
| Imagen | Nombre científico                                        | Distribución        |
| ------ | -------------------------------------------------------- | ------------------- |
|        | Arthrocereus glaziovii (K.Schum.) N.P.Taylor & Zappi     | Sudeste de Brasil   |
|        | Arthrocereus melanurus (K.Schum.) Diers, P.Br. & Esteves | Sudeste de Brasil   |
|        | Arthrocereus rondonianus Backeb. & Voll                  | Sudeste de Brasil   |
|        | Arthrocereus spinosissimus (Buining & Brederoo) F.Ritter | Brasil centro-oeste |